# الجريمة في إيطاليا

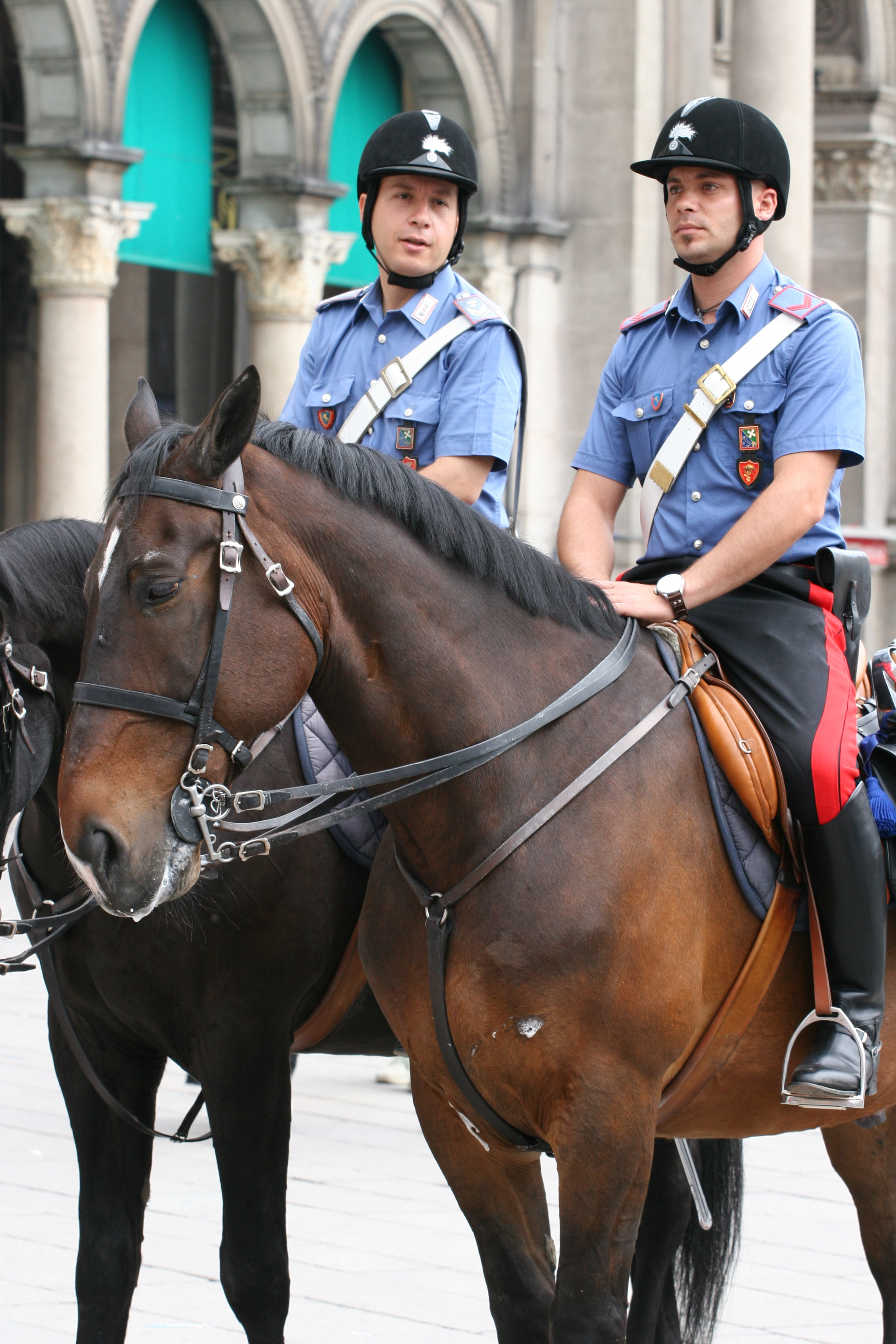
صورة لعنصري شرطة إيطالية من فرقة الخيالة.

الجريمة في إيطاليا موجودة بأشكال مختلفة، وتتميز أساسا بوجود مافيا دقيقة التنظيم في مناطق معينة من إيطاليا، والتي امتدت إلى الشمال ثم إلى خارج الحدود الإقليمية لإيطاليا.
تكافح الجريمة في دولة إيطاليا من قبل وكالات إنفاذ القانون الإيطالية. ويتم السهر على مكافحتها وتطبيق القوانين من طرف قوات ثمانية فروع منفصلة للشرطة الإيطالية، ستة منها مجموعات وطنية في إيطاليا. في العام 2005 بلغ تعداد أفراد العاملين في قوات الشرطة الإيطالية لجميع الوكالات حوالي 324,339، وهو أعلى رقم في كل أوروبا بالنسبة للفرد الواحد، وضعفي ماهو موجود في المملكة المتحدة.
وعموماً تعرف إيطاليا باستثناء ظاهرة المافيا التي باتت عالمية، استقراراً أمنياً واجتماعياً في معظم المناطق، وتعتبر أقل دول الاتحاد الأوروبي في جرائم العنف الجنسي باستثناء بعض النسب في مناطق الشمال.
وتعتبر إيطاليا أقل الدول الأوربية من حيث جرائم العنصرية والكراهية للأجانب، ساعد على ذلك طبيعة وثقافة الشعب الإيطالي العريقة عبر العصور، حيث يعد من أكثر شعوب شمال المتوسط والعالم تسامحاً وتقبّلاً للاختلاف.

## الجريمة في قانون العقوبات الإيطالي
في قانون العقوبات الإيطالي، لا يفرق بين الفاعلين والشركاء في الجريمة، وإنما يصفهم بأنهم مساهمين في الجريمة المرتكبة، وتطبق على كل من الفاعل والشريك عقوبة الجريمة التي ساهموا في ارتكابها، وقد تطرق المشرع في المادة 111 من قانون العقوبات الإيطالي على وضع الفاعل المعنوي للجريمة في قانون العقوبات الإيطالي، معتبرا أن هذه الحالة سبباً لتشديد العقاب، إذ ورد في نص هذه المادة أن من دفع إلى ارتكاب الجريمة شخصاً غير مسؤول أو غير معاقب بسبب شرط أو صفة شخصية، يسأل عن الجريمة المرتكبة مع تشديد العقوبة. ويتضح من هذا النص في قانون العقوبات الإيطالي، أن عدم مسؤولية أو عدم العقاب بالنسبة للمنفذ المادي للجريمة (الفاعل المعنوي لا يرتكب الجريمة بنفسه، أي أنه لا ينفذ بنفسه العمل المادي المكون للجريمة، ولكنه يدفع بشخص «حسن النية» أو غير ذي أهلية جزائية (الساقط عنه القلم مثلاً) إلى ارتكاب الجريمة وتحقيق العناصر المكونة لها)، ففي قانون العقوبات لا ينفي عدم مسؤولية الدافع المكون لهذه الجريمة، وهذه دلالة واضحة على اعتناق المشرع الإيطالي لفكـرة الفاعل المعنوي، أضف إلى ذلك أن المشرع لم يكتفي بهذا بل ذهب إلى تشديد العقاب على الفاعل المعنوي للجريمة، وهذا تشديد محمود من قبل المشرع الإيطالي، لأن الذي يستغل عدم أهلية منفذ الجريمـة لارتكاب الجريمة هو جدير بأن تغلظ عليه العقوبة.

## المافيا الإيطالية

البناية الهرمية التنظيمية للمافيا الإيطالية

تمركز جرائم الابتزاز المالي لعصابات المافيا الإيطالية حسب المحافظات

عندما يتردَّد اسم الجريمة في إيطاليا، يتبادر إلى الذهن ما يسمّى ب«المافيا الإيطالية»، وشهرتها على مستوى العالم. وهي من أشرس المنظمات الإجرامية في أوروبا وأخطرها. وقد باتت تسبِّب أرقاً وتحدٍ للحكومة والمجتمع بوجه عام في إيطاليا. حيث تنخر في البنيان الاجتماعي، وإسقاطه، وانحلاله، خصوصاً في النقاط السوداء، حيث تتمركز المافيا الإيطالية.
المافيا في إيطاليا اليوم باتت مختلفة عن مشاهد الخمسينيات من القرن الماضي المنحسرة في جزيرة صقلية، فقد باتت اليوم إمبراطورية اقتصادية تقدّر مساهمتها في إجمالي الناتج القومي بنسبة 14 في المئة، يعمل لحسابها أكثر من مليون شخص، وبالتالي فهي أكبر مؤسسة في إيطاليا، وبفارق بيّن عن شركة فيات كرايسلر عنوان القدرة الصناعية الإيطالية. ويمتد الأخطبوط المافيوزي متوغلاً في عمق الجسم السياسي والإداري الإيطالي، مكوّناً ما يعد أبرع أشكال العلاقة بين السياسة والإجرام المنظّم.
فالتنظيمات المافيوزية تنتقل من جيل إلى جيل وتتوارث بين العائلة الواحدة. والكثير من الشباب وجدوا أنفسهم تائهين في دهاليزها السوداء، فيما يقبع الكثيرون وراء القضبان مدى الحياة، بسبب أعمالٍ إجرامية.
وذكر الاتحاد الإيطالي الوطني لخدمات البيع بالتجزئة في نوفمبر 2008، أن الجريمة المنظمة أصبحت أكثر الأعمال التي تدر أرباحاً في إيطاليا اليوم، بعائدات سنوية تصل إلى حوالى 130 مليار يورو، وربحاً صافياً يقدر بحوالي 70 مليون يورو، بعد استقطاع الاستثمارات والنفقات. حيث استطاعت المافيا اختراق العديد من القطاعات الهامة للاقتصاد الوطني، وامتدت إلى قطاعات مثل السياحة، والحانات، والمطاعم، والصناعة الغذائية، والترفيه، حسبما ذكرت وكالة الأنباء الإيطالية (إنسا) وكمثال على الأموال غير القانونية التي تجنيها هذه العصابات، فقد استطاعت الشرطة الإيطالية في ال 22 من تموز 2015 في إحدى سلسلة المداهمات المحكمة، من مصادرة ملياري يورو من أموال إجرامية لإحدى المافيات الإيطالية.
ويرى المتخصصون والدارسون لأوضاع الجريمة الإيطالية أن هناك صعوبة أمنية استراتيحية تنظيمية للتغلُّب على هذه العصابات المنظمة، التي تمتلك هياكل محكمة التنظيم والدقة، ويجب الارتكاز على خطط طويلة الأمد، بمشاركة كل فئات المجتمع والمجتمع المدني، وتسليط الضوء على خطورتها وآثارها على البلاد والاقتصاد العادل والقانوني والأجيال الصاعدة.
ويطلق على المافيا الإيطالية (الصقلية) عبارة "La Cosa Nostra" باللغة الإيطالية، بما معناه «الشيء أو الأمر الخاص بنا» تطورت جمعية سرية أخرى تدعى «كامورا» في سجون نابولي بإيطاليا. وانتشر نفوذها في بداية القرن التاسع عشر في المدينة والمناطق الريفية المجاورة. واكتسبت منظمة إجرامية أخرى هي «أونوراتا سوسيتا» (الجمعية المحترمة) نفوذًا في إقليم كالابريا الإيطالي حوالي عام 1900م. وتعتقد الشرطة أن هذه المنظمات لا تزال موجودة. وهناك أمثلة كثيرة على تلك الأسر والجماعات.
وفي إيطاليا، حارب بينيتو موسوليني المافيا بدون رحمة، بسجن الكثير من المشتبه فيهم والكثير من الرجال لمجرد الشك في انتمائهم للمافيا، ولم تقوى شوكة المافيا في إيطاليا مرة أخرى حتى استسلامها في الحرب العالمية الثانية. إلا أنه في الثمانينيات والتسعينيات، أدت سلسلة من حروب العصابات فيما بينهم إلى اغتيال الكثير من أعضاء المافيا البارزين. ركز جيل جديد من رجال المافيا على الأنشطة الإجرامية «للياقات البيضاء» بعكس الأنشطة الإجرامية التقليدية ونتيجة لهذا التغير، قامت الصحافة الإيطالية باستحداث عبارة "La Cosa Nuova" أو «الشيء الجديد»، بدلا من العبارة القديمة التي كانت تطلقها المافيا الإيطالية على نفسها وهي "La Cosa Nostra" في إشارة إلى التجديدات الجديدة التي طرأت على المنظمة.
ومن أشهر المافيات في إيطاليا يوجد:
- كامورا، تنشط في منطقة كامبانيا
- ندرانجيتا في قلورية
- ساكرا كورونا يونيتا في بوليا
- ستيدا "Stidda" في صقلية

## أكثر أشكال الجريمة في إيطاليا

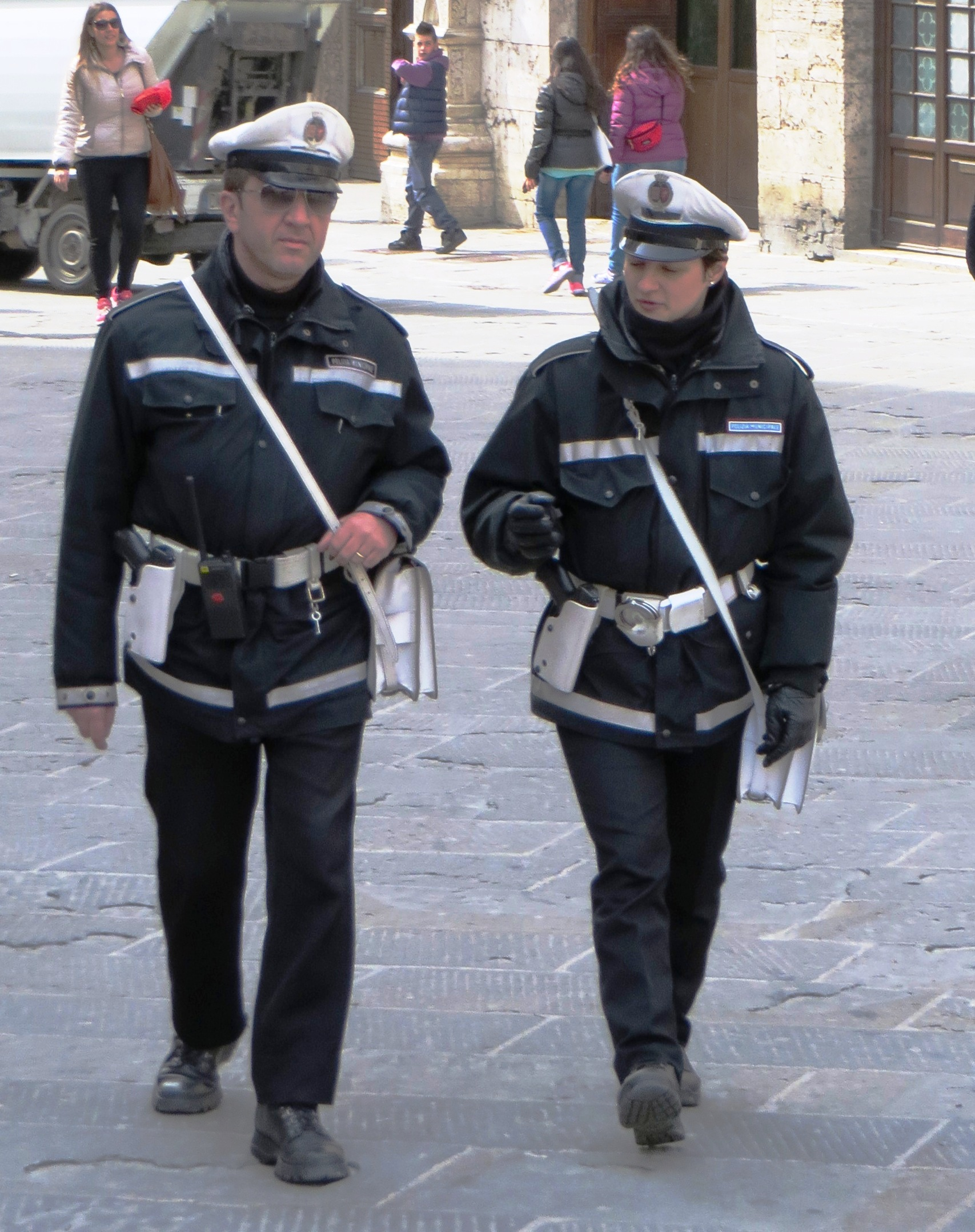
عنصري شرطة من مدينة بيروجيا وسط إيطاليا

### جرائم القتل
طالع معلومات إضافية:
وفقا لتقرير سابق عن الجريمة، اعدته وزارة الداخلية الإيطالية، فإن جرائم القتل عرفت أوجها في الستينات وأوائل التسعينيات من القرن العشرين.
بعد عام الذروة في جرائم القتل من عام 1991، بدأ المعدل بالانخفاض. في ذلك العام عرفت إحصاءات الشرطة الخاصة بالجريمة المنظمة من 700 إلى 1901 جريمة قتل في تلك السنة. وفي العام 2012، كان معدل جرائم القتل في إيطاليا يصل إلى 0.9 لكل 100,000 من السكان. بما مجموعه 530 جريمة قتل لنفس السنة.

### جرائم العنف الجنسي
رغم انتشار فوضى الجريمة المنظمة، بما يصطلح عليه بالمافيا الإيطالية، فتعتبر إيطاليا من أقل البلدان في معدل جرائم العنف الجنسي والاغتصاب بين كافة الدول الغربية المتقدمة في الاتحاد الأوروبي.
ووفقاً لبيانات السلطات الإيطالية، فإن معدل جرائم الاعتداءات الجنسية لكل 100,000 نسمة من السكان في المنطقة الشمالية، هو يفوق بكثير المنطقة الجنوبية حسب المعطيات الإحصائية للشرطة الإيطالية في المناطق الجنوبية.
ومن أكثر المدن والمناطق التي تعرف انتشاراً لهذا النوع من الجريمة مقارنة مع المدن الإيطالية الأخرى نجد «إميليا-رومانيا» و«لومبارديا» بأكبر معدل يصل إلى (9.7)، متبوعة بـ«ترينتينو ألتو أديجي» و«توسكانا» بمعدل (9.5)، تليهم بييمونتيوليغوريا بمعدل (8.6) ثم أومبريا بـ (8.4)
وفي هذا الصدد، بالنسبة للمناطق الجنوبية الأكثر أماناً في التراب الوطني من هذا النوع من الجرائم بشكل عام، نجد حسب إحصاءات الشرطة الإيطالية المعطيات التي تشير إلى صقلية بـ 6.8 جريمة لكل 100 ألف نسمة؛ كالابريا (6.5)؛ بوليا (6.2)؛ كامبانيا (6,0)، مع الاستثناء الوحيد الأكثر أمناً في الشمال وهي منطقة فريولي فينيتسيا جوليا (5.1) الموجودة في الشمال من التراب الوطني الإيطالي الأكثر أمناً من هذه الجريمة.

### جرائم النصب والإحتيال
الاحتيال والغش والنصب والتدليس والتحايل بقصد الحصول على أموال ومنافع بطرق غير مشروعة، و«الغش» أو «الاحتيال» يقابله بالإيطالية Truffa و(بالإنجليزية: fraud)
في القانون والاقتصاد هو أن يخدع المحتال والنصاب ويحرم فرداً آخر من حق أو منفعة عن عمد بطرق وأساليب احتيالية، كحصول الشخص على بضائع أو مواد من تاجر مقابل إعطائه شيكاً مزوراً أو غير مغطى برصيد كافٍ لدى المصرف الذي يتعامل معه، وفي القانون المدني يعاقب الشخص الذي يثبت أنه قام بعملية النصب والاحتيال.

#### في التأمين والرعاية الصحية
من أوجه المخالفات المسجلة عند السلطات المعنية في إيطاليا، الاحتيال في مجال التأمين، الذي يزيد بشكل كبير من تكلفة التأمين في إيطاليا، بحوالي 115.646 من حوادث المطالبة الاحتيالية في سنة 2001 وحدها، في سنة 2002 وصلت ما نسبته 3.28 في المئة من بين جميع الطلبات المقدمة، تأكدت المصالح المعنية أنها ادعاءات غش. ترتفع النسبة إلى عشرة في المئة أكثر في بعض المحافظات الجنوبية بإيطاليا.
وفي قطاع الرعاية الصحية، تؤدي عمليات الاحتيال في المجال إلى التأثير على إنفاقات القطاع العام. تزايدت في عام 2011 حوالي عشر مرات عما كانت عليه في العام السابق.
حيث جاء في تقرير أصدرته الشرطة المالية في إيطاليا، أن مجموع عمليات الاحتيال سنة 2011 في القطاع الصحي، بلغت 276 مليون يورو، وهو ما يزيد على 360 مليون دولار أمريكي، لتزيد بمعدل 10 مرات، مقارنة بعام 2010، حيث بلغت فيه 30 مليون يورو.
ويعود الاحتيال بشكل أساسي إلى عمليات السداد غير الشرعية، والاستخدام غير القانوني لأموال الدولة المخصصة للصحة، والحصول على مساعدات من طرف مدعين غير مستحقين لها. كما تم تسجيل لموظفي الدولة والقطاعات العمومية نسبة عالية من التغيّب، من خلال إدعاء المرض، حتى يتسنى لهم التغيب والحصول على استحقاقات العجز، مما يؤثر على أداء الإدارة العمومية ومصالح المواطنين ويكلف من ميزانية الدولة، هذا الأمر دعا الحكومة الإيطالية إلى تشديد القوانين والمراقبة، حيث أصدرت الحكومة في عام 2008، قانوناً لمحاكمة موظفي الخدمة العمومية الذين يثبت تورطهم في ادعاءات احتيالية حول صحتهم. ولا تقتصر الادعاءات الاحتيالية لاعتلال الصحة لموظفي الدولة فقط، بل يتم بالاشتراك مع بعض الأطباء في كثير من الأحيان، حيث يبدي بعضهم استعداداً لتلقي رشاوي للمصادقة على الوضعية الصحية الغير موجودة حقيقةً، حتى يتسنى للموظفين التغيب والحصول على استحقاقات العجز. وكشفت إحدى التحقيقات أن هناك حالة تم ضبطها في عام 2010، في أحد أحياء نابولي وحدها تم العثور على 400 شخص يدعي المرض العقلي على الرغم من حالتهم الصحية العادية، من خلال شواهد مسلمة من أحد الأطباء المرتشين.

#### في السياحة
إيطاليا هي أمة السياحة، لما تتوفر عليه من تراث فريد من المناظر الطبيعية والمآثر التاريخية ووصفات المطبخ الإيطالي، ذي الشهرة العالمية، المصنف ضمن بلدان الحمية المتوسطية في الجنوب الإيطالي، ضمن التراث العالمي اللامادي. حيث تلعب السياحة دوراً مهماً في الاقتصاد الإيطالي التي يزورها حوالي 43.7 مليون سائح سنوياً، بعائدات تقدر بنحو 42.7 مليار دولار، حيث أنها رابع أكبر مستفيد من السياحة في العالم، والخامس أكثر زيارة بعد فرنسا (76.0 مليون) وإسبانيا (55.6 مليون) والولايات المتحدة (49.4 مليون) والصين (46.8 مليون).
إلا أن القطاع يعاني من بعض المشاكل، التي تشمل الانتهاكات التي يتعرض لها السياح كحوادث النشل وجرائم الشوارع والضرائب السياحية المخفية والمبالغة في فاتورة سيارة الأجرة. وقد كشفت دراسة استطلاعية حديثة، أجرتها شركة بريطانية متخصصة تسمى بالشركة المقارنة المالية «موني.كو» استطلاعاً للرأي شمل أكثر من 2000 مسافر بريطاني، قاموا بزيارة العديد من البلدان الأوروبية بغرض السياحة، مدققين عن أكثر البلدان في القارة الأوروبية التي يمكن أن يتعرض فيها السائح لجرائم تتعلق بأنواع النصب والاحتيال والسرقة، حيث طلب من المشاركين عما إذا كانوا ضحية لعملية نصب واحتيال أثناء رحلاتهم. حيث احتلت إيطاليا المرتبة الثالثة بعد إسبانيا وفرنسا من هذا النوع من لجرائم النصب والاحتيال السياحي.
 حيث أظهر استخلاص النتائج أن 21.5 من المستجوبين الذين زارو إسبانيا تعرضوا لعملية نصب أو سرقة، في حين وضح 15% من الذين زاروا فرنسا أنهم قد تعرضوا لحوادث مماثلة، بينما احتلت إيطاليا المرتبة الثالثة في القائمة بنسبة 10.2، تلتها تركيا بنسبة 8.4 والنمسا بنسبة 8.1.
وقال 37% من الذين شملهم هذا الاستطلاع أنهم وقعوا ضحية لسائقي سيارات الأجرة الذين تقاضوا مبالغ تفوق أجرتهم المستحقة في تنقلاتهم داخل المدينة، بينما أكد 23% من المسافرين أنهم تعرضوا للنشل خلال رحلاتهم السياحية، وشملت الانتهاكات التي تحدث عنها السياح جرائم النشل والشوارع والضرائب السياحية المخفية والمبالغة في فاتورة سيارة الأجرة.
وتأتي مدينة روما على رأس المدن السياحية التي تعاني من إشكالية الاحتيال السياحي،

وكانت قد رصدت كاميرات قناة السياحة والطبيعة ناشونال جيوغرافيك أبو ظبي قائمة المدن الأكثر احتيالاً في العالم، التي يكشف فيها الخبير الاقتصادي والكاتب كونور وودمان بصحبة فريق متخفٍّ وكاميرات رصد سرية، بطريقة مهنية احترافية النقاب عن المؤامرات والتلاعبات والاحتيالات من سرقة وخطف وغيرها التي قد يتعرض لها السائح الأجنبي في مكان ما، وذلك من خلال توريط نفسه عمداً للتعرض للسرقة والنصب لتوضيح الأوضاع للعالم، وقد جاءت روما من بين قائمة العشر مدن في البرنامج.

## الفساد
رغم ترسيخ الديمقراطية وحقوق الإنسان وقدسية القوانين في إيطاليا، يبقى الفساد السياسي معضلة كبيرة خصوصاً في الجنوب من إيطاليا، بما في ذلك كالابريا، وأجزاء من كامبانيا وصقلية حيث يرصد الفساد على مستوىً عالٍ.
وفقاً لمنظمة الشفافية الدولية لجدول معطيات سنة 2013. تم تصنيف الأحزاب السياسية باعتبارها المؤسسة الأكثر فساداً في الدولة الإيطالية،
يليها الموظفون العموميون حيث تم تسجيل نسبة عالية من التغيّب لموظفي الدولة والقطاعات العمومية، من خلال ادعاء المرض، حتى يتسنى لهم التغيب والحصول على استحقاقات العجز، مما يؤثر على أداء الإدارة العمومية ومصالح المواطنين ويكلف من ميزانية الدولة، هذا الأمر جعل الحكومة الإيطالية إلى تشديد القوانين والمراقبة، حيث أصدرت الحكومة في عام 2008 قانوناً لمحاكمة موظفي الخدمة العمومية الذين يثبت تورطهم في ادعاءات احتيالية حول صحتهم. كما جاء البرلمان الإيطالي المنبثق من الأحزاب السياسية في المرتبة الثالثة طبقاً لتقرير منظمة الشفافية الدولية بارومتر سنة 2013م.
وفيما يتعلق بعالم الأعمال وعلاقته بالفساد، فإنه يعاني بمقاييس الاتحاد الأوروبي من عرقلة الاستثمارات الأجنبية والنمو الاقتصادي عن طريق الفساد والإرشاء وتوغل الجريمة المنظمة.
يرى رجال ومديري الأعمال من المنتدى الاقتصادي العالمي طبقاً لتقرير التنافسية العالمي لسنة 2013-2014 في الفساد واحدة من المشاكل والعقبات الأساسية لممارسة وإدارة الأعمال الاستثمارية في إيطاليا.
وتتأثر سير عمليات المضاربة، لا سيما تلك التي في مجالات مشاريع المياه والطرق ومشاريع السكك الحديدية في إيطاليا بسبب الفساد.

### الرشوة
الرشوة تحط أينما يعشش الفساد، كالأخطبوط الذي أنهك ولا يزال قوة العديد من البلدان التي لم تستطع الخروج من هذا النفق المظلم.
وتعتبر الرشوة إحدى المشاكل السياسية والاقتصادية في بعض قطاعات الدولة الإيطالية، ورغم أن قوانين إيطاليا وتطبيقها لا تتساهل ولا تضعف أمام هذا الأخطبوط في حالة ثبوت الجريمة، فإن القضاء عليها تماماً يظل إحدى إرهاصات الدولة الإيطالية ومن ورائها الاتحاد الأوربي، وقد أدت عمليات الرشوة المرتبطة بالفساد إلى الإطاحة برؤساء دول، وكذا بأنظمة سياسية بأكملها كما حصل في إيطاليا التي انتقلت من مرحلة الجمهورية الأولى إلى مرحلة الجمهورية الثانية، نتيجة للفراغ السياسي الذي خلقته عملية «الأيادي النظيفة».
وقد انضمت إيطاليا إلى جزء من لجنة مكافحة الرشوة الدولية بالمفوضية الأوروبية «غريكو» (Greco) منذ العام 2007. وبالموازاة مع الظاهرة لاتنفك إيطاليا أن تخوض حرباً ضروس على الرشوة، حيث أن قوانين إيطاليا وتطبيقها لا تتساهل ولا تضعف أمام أخطبوط الرشوة والفساد، في حالة ثبوت الجريمة، حيث عرف القضاء الإيطالي المستقل، محاكمات وتحقيقات على مستوى عالي لجهات نافذة في الدولة، من أشهرها عندما قضت محكمة الجنايات في مدينة نابولي الإيطالية على رئيس الورزاء الأسبق سيلفيو بيرلسكوني بالسجن لمدة 3 سنوات، ومنعه من تولي مناصب عامة لمدة خمس سنوات، بتهمة إرشاء برلمانيين.
 وقد كانت محكمة النقض في ميلانو، قد برأته سابقاً، من تهم الرشوة وتشجيع دعارة القصر التي اتهم فيها مع إحدى الراقصات. ومحاكمة المدير التنفيذي السابق لمجموعة إيني الإيطالية للطاقة، «باولو سكاروني» وسبعة أشخاص آخرين بتهمة التواطؤ في عمليات فساد دولية، تتعلق بعملية رشوة مزعومة في الجزائر يبلغ حجمها نحو 198 مليون دولار.
ومن المحاكمات المشهورة كذلك في قضايا الفساد والرشوة، محاكمة عمدة البندقية «جورجيو أورسيني» ومجموعة من المسؤولين. بعد نحو 3 سنوات من التحقيقات تم إعداد ملفّ من 700 ورقة، وتوجيه تهم تحويل أموال مشاريع عامة لخدمة أغراض سياسية، أفيد بأن السياسيين تلقوا مدفوعات غير قانونية على أوراق خاصة يمكن ابتلاعها بسرعة في حال قيام الشرطة بمداهمات مفاجئة.

## مواضيع متعلقة
| - إيطاليا - النظام القضائي الإيطالي - تطبيق القانون في إيطاليا | - ثقافة إيطالية - جنوب إيطاليا - شمال إيطاليا | - وسط إيطاليا - النهضة الإيطالية - تاريخ الجمهورية الإيطالية | - ساكرا كورونا يونيتا - ندرانجيتا - مافيا صقلية |

## وصلات خارجية
- الأسواق السوداء في إيطاليا.
- إحصاءات الجرائم حسب الدُول: إيطاليا.